# Amway
Amway is een internationaal opererend marketing- en verkoopbedrijf dat werkt volgens de principes van multi-level marketing. De deelnemers aan dit businessmodel worden door de onderneming Amway Business Owners (ABO's) genoemd.

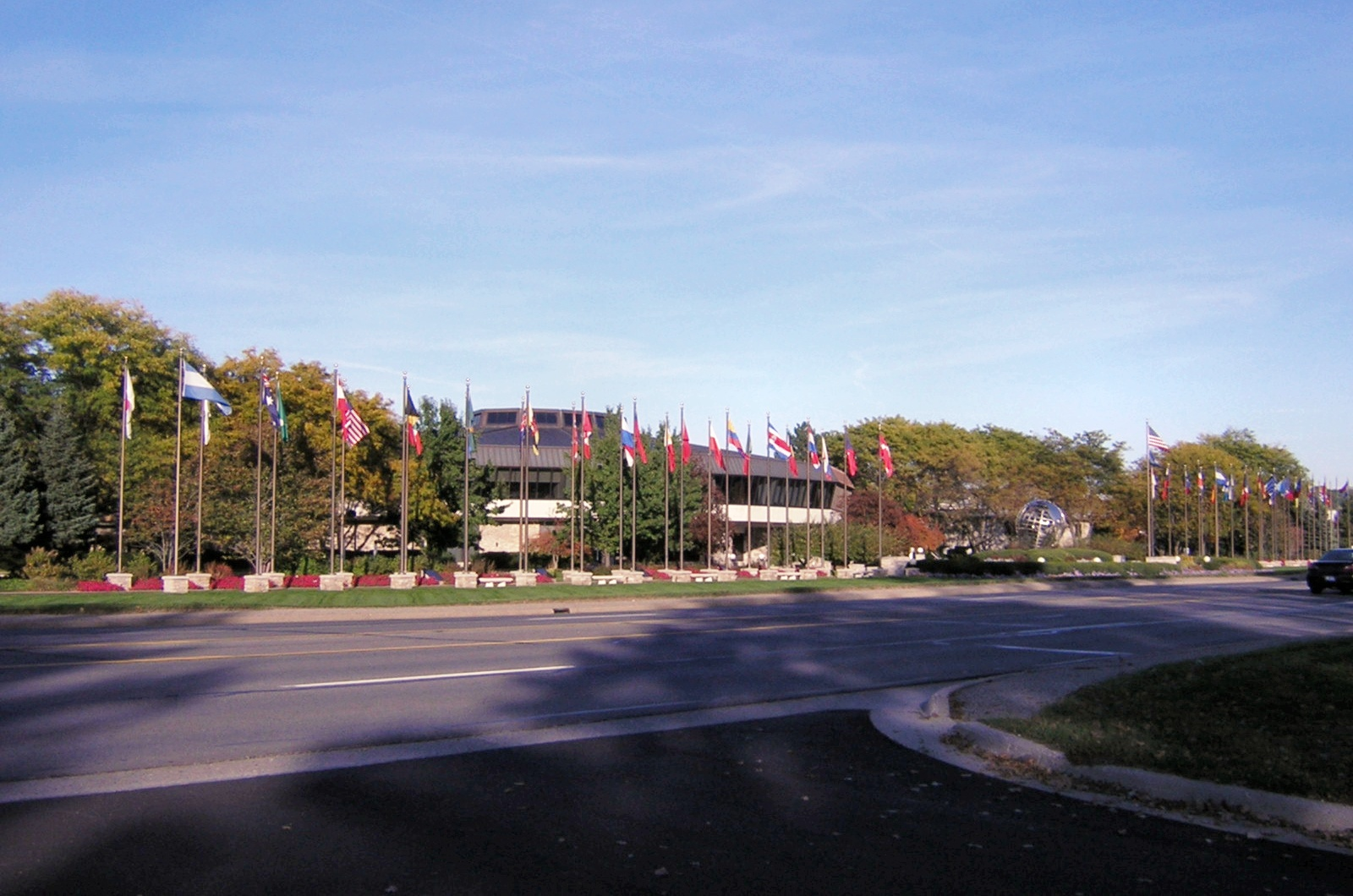
Hoofdkwartier in Ada (Michigan)

## Geschiedenis
Het bedrijf werd opgericht in 1959 door twee jonge ondernemers in de Verenigde Staten, Rich DeVos en Jay Van Andel. Hun concept maakt gebruik van de "Multi Level Marketing" methode. De omzet van de onderneming bedroeg in 2011, volgens de site van amway.nl, 10,9 miljard dollar.(+ 17% ten opzichte van 2010). Het bedrijf produceert een breed scala aan producten die via de ABO's verkocht worden. Ook verzorgt Amway de marketing van producten van andere bedrijven. In 1999 lanceerden de stichters een zusterbedrijf Quixtar, dat het mogelijk maakte dat ABO's in de Verenigde Staten en Canada via internet hun producten konden aanschaffen. In Europa werd voor dit doel de website Amivo in het leven geroepen. Zowel Amway, Quixtar en Amivo zijn eigendom van het moederbedrijf, Alticor. De site Amivo wordt anno 2010 niet meer gebruikt. Alles loopt nu via de Amway site van het betreffende land. De naam Quixtar is ook niet meer in gebruik.

## Werkwijze
ABO's verkopen de producten aan klanten die ze zelf moeten zien te werven. Daarnaast kunnen ze zelf een onder-organisatie van ABO’s opzetten. Het businessmodel voorziet in een compensatieplan waarbij een ABO een prestatiebonus krijgt, gebaseerd op de omzet in de organisatie van ABO's. Om deze opzet te laten slagen moet een ABO bereid zijn deze nieuwe ABO's te begeleiden. Het benaderen van potentiële nieuwe ABO's vindt op diverse manieren plaats; mensen worden onder andere op straat of via het eigen sociale netwerk benaderd. Geïnteresseerden krijgen een persoonlijke presentatie bij hen thuis, of worden uitgenodigd voor een van de wervingsbijeenkomsten waar vrijwel altijd het merendeel van de aanwezigen reeds ABO is.

## Gangbare praktijken
Aanwervingskandidaten worden vaak gezocht binnen de financieel kwetsbare groep. Onder de melding van 'financiële onafhankelijkheid" en "realiseren van dromen" worden vaak verkeerde beelden voorgehouden.
Bij eerstkomende meetings nemen ABO's hun aanwervingskandidaten in hun wagen mee, zodat er reeds een soort afhankelijkheid of schuldgevoel ontstaat. Tijdens deze meetings worden de 'tools' kort besproken, en dan komen er cijfers (omzet (voor kosten en taks)).
Later op een dergelijke avond, worden enkele 'goalgetters' in de schijnwerpers gezet, om een feestgevoel aan te wakkeren. Volledige zalen die applaudisserend uit de bol gaan, is geen abnormaliteit.

## ABO worden
Zelfstandig statuut is voldoende (kan dus ook in bijberoep), en de boekhouding kan via de trap ABO's uiteindelijk uitgespendeerd worden aan de Amway Groep. Deze kosten dienen uiteraard door de ABO zelf te worden vergoed, waardoor mogelijke winstmarges zienderogen slinken. Ook de minimale afzet om ABO te kunnen blijven, werkt het aankopen voor eigen gebruik in de hand.
Het is met andere woorden niet echt de bedoeling om producten te gaan verkopen, maar om zelf een eigen onderliggend ABO-netwerk uit te bouwen, waarbij men technisch gesproken een commissie opbouwt. Anderzijds, zodra een onderliggende ABO te groot wordt in omzet, valt deze (en de bijhorende commissie) uit het systeem van de bovenliggende ABO, en komt de commissie van de succesvolle ABO's direct toe aan de groep.